# Любен Коларов
Любен Иванов Коларов е български политик от БЗНС.

## Биография
Роден е на 21 май 1894 г. в град Фердинанд, днес гр. Монтана.
През 1915 г. завършва право в Софийския университет и започва да практикува като адвокат. По това време става и член на БЗНС и на Постоянното присъствие на БЗНС. През 1946 г. за кратко е назначен за министър на правосъдието.
Умира в София през декември 1946 г.